# Thyrosticta lacrimata
Thyrosticta lacrimata là một loài bướm đêm thuộc phân họ Arctiinae, họ Erebidae.